# Anisodes landanata
Anisodes landanata är en fjärilsart som beskrevs av Paul Mabille 1897. Anisodes landanata ingår i släktet Anisodes och familjen mätare. Inga underarter finns listade i Catalogue of Life.